# Josiah Conder (architecte)
Pour les articles homonymes, voir Josiah Conder.

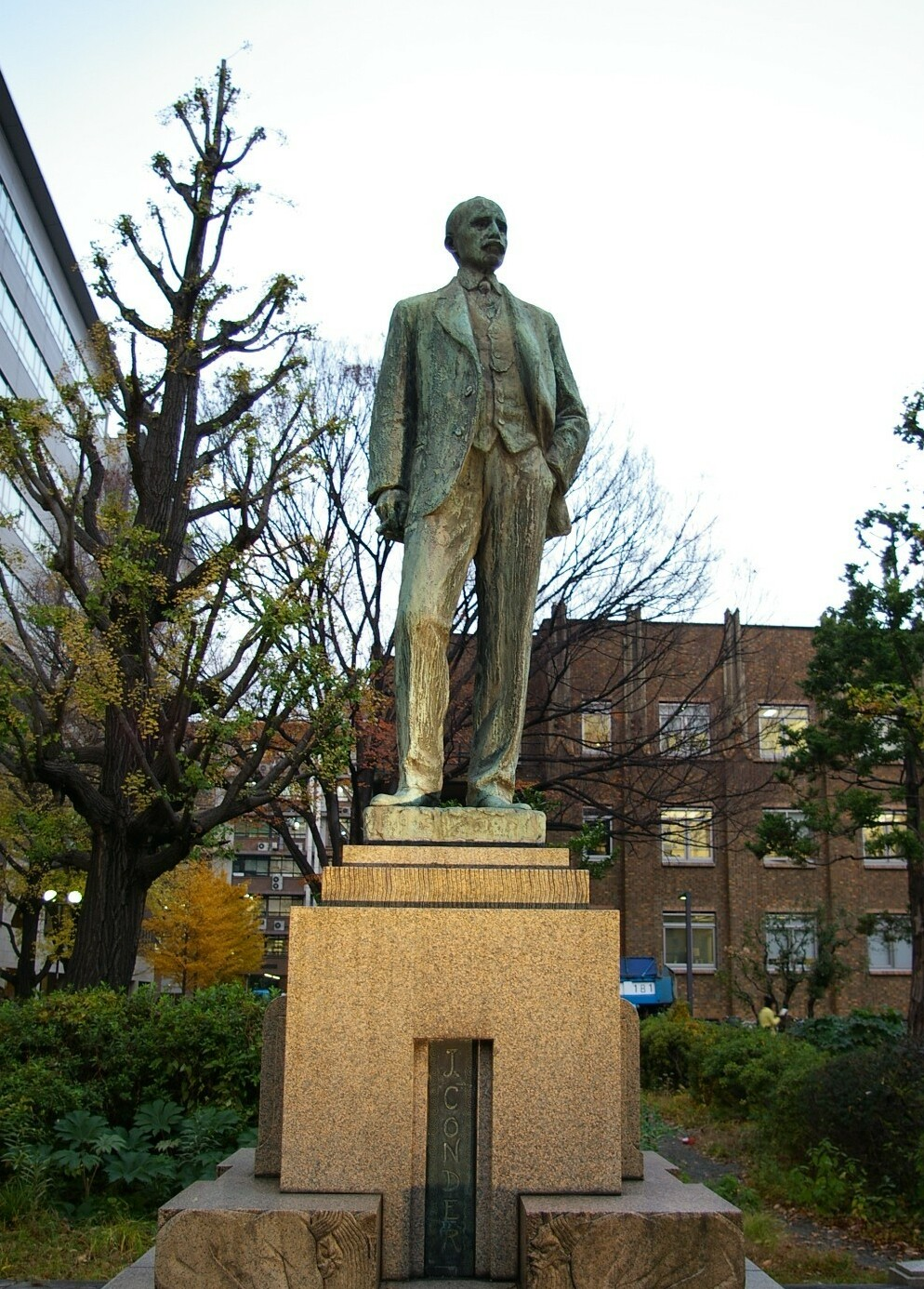
Statue de Josiah Conder sur le campus de l'université de Tokyo.

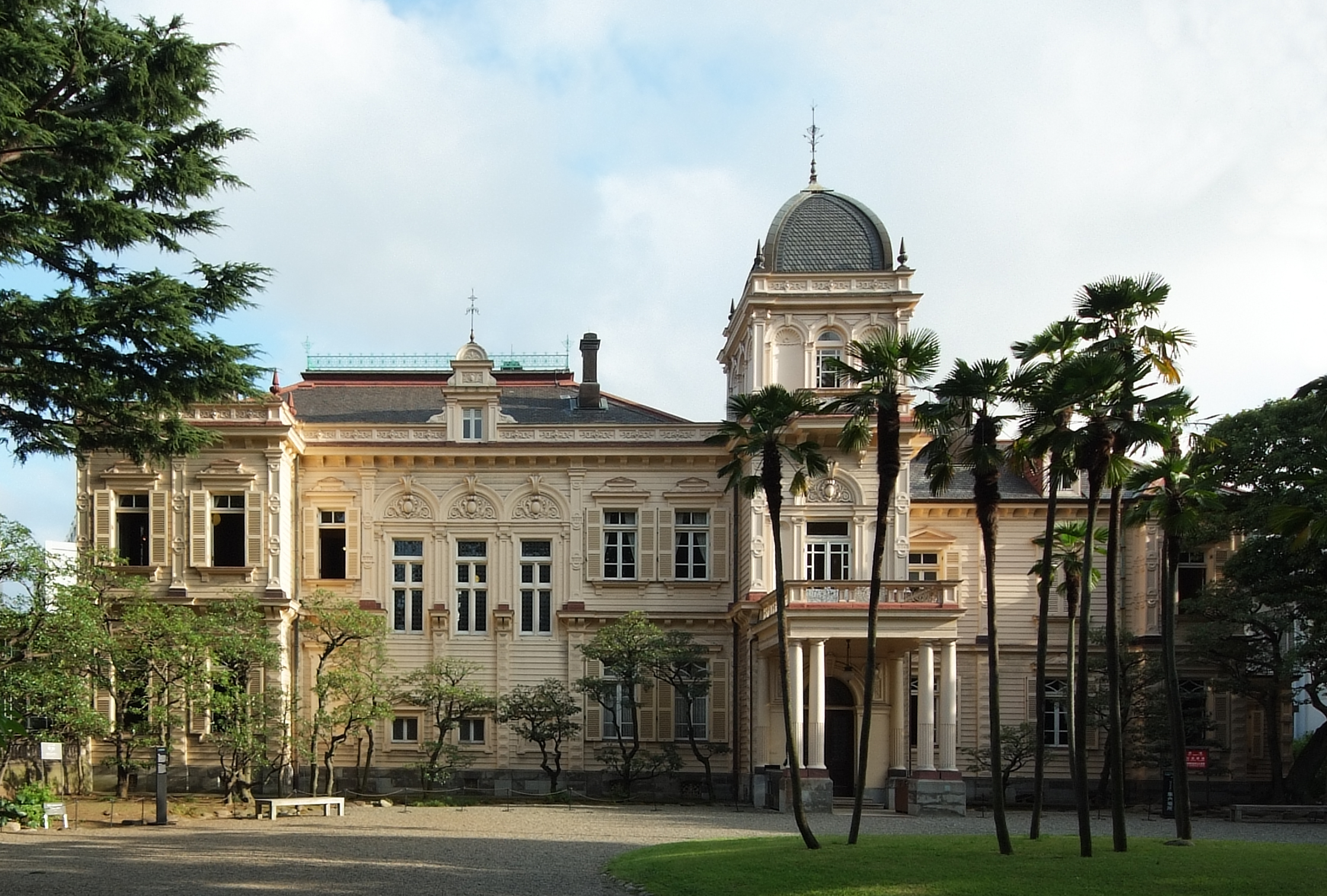
Ancienne maison de la famille Iwasaki et le jardin (1896).

Josiah Conder, né le 28 septembre 1852 à Londres et mort le 21 juin 1920 à Tokyo, est un architecte britannique qui fut conseiller étranger au Japon pendant l'ère Meiji. Il conçut de nombreux bâtiments publics de Tokyo, comme le Rokumeikan, et forma beaucoup d'architectes japonais qui devinrent plus tard reconnus (comme Tatsuno Kingo ou Katayama Tōkuma). Il est surnommé au Japon le "père de l'architecture moderne japonaise".

## Biographie

### Jeunesse
Né dans le quartier londonien de Kensington en 1852, Conder est le fils d'un banquier. Après des études à l'université de Londres, Conder travailla pour l'architecte gothique William Burges pendant deux ans. En 1876, il reçut la médaille Soane, avant d'être choisi par l'institut royal des architectes britanniques pour le poste de professeur d'architecture à l'école impériale d’ingénieurs de Tokyo.

### Carrière au Japon
Invité par le gouvernement japonais, Conder enseigna à l'école impériale d’ingénierie à partir de 1877. Il fut le premier professeur d'architecture de l'école. Il fut chargé de transformer le quartier tokoïte Marunouchi en un quartier d'affaires typiquement londonien. Il fut l'instructeur de cinq futurs grands architectes japonais : Tatsuno Kingo, Katayama Tōkuma, Sone Tatsuzō, Satachi Shichijirō et Shimoda Kikutarō qui furent les premiers architectes à construire des immeubles de style occidental au Japon.
Bien qu'il résidât au Japon, Conder garda un contact professionnel avec l'institut royal des architectes britanniques, devenant associé en 1874 et membre en 1884. Il devint professeur à temps partiel jusqu'en 1888. Quelques-uns de ses anciens étudiants fondèrent l'institut d'architecture du Japon et Conder fut élu président honoraire. Il reçut l'ordre du Trésor sacré (3e classe) en 1894.
Conder développa un vif intérêt pour l'art japonais et, après beaucoup de demandes, il put étudier la peinture auprès de l'artiste Kawanabe Kyōsai. Il reçut le nom d'Akihide (暁英) par son professeur (combinant le caractère "caché" et le caractère désignant l'Angleterre). Son apprentissage mena à un grand nombre de publications comme The Flowers of Japan and The Art of Floral Arrangement (1891), Landscape Gardening in Japan (1893) et Paintings and Studies by Kawanabe Kyosai (1911).
En 1915, l'université impériale de Tokyo lui décerna un doctorat honorifique. Il resta au Japon jusqu'à sa mort en 1920 à l'âge de 67 ans. Sa tombe se trouve au temple Gokoku-ji dans le quartier de Bunkyō.

## Bâtiments conçus
Les conceptions architecturales de Conder incorporaient une grande variété de styles, comme des styles européens ou coloniaux. Bien qu'il ait conçu plus de cinquante bâtiments quand il était au Japon, la plupart n'existent plus aujourd'hui.
Parmi les bâtiments qui existent encore, l'on peut citer la maison de Yanosuke Iwasaki, fondateur du groupe Mitsubishi à Yushima (1896) et le club Mitsui à Mita (1913).
- École pour aveugles Kummo-in (1879)
- Musée impérial d'Ueno, Tokyo (1881)
- Rokumeikan, Tokyo (1883)
- Faculté de droit et de littérature de l'université de Tokyo, Tokyo (1884)
- Villa Iwasaki, Fukagawa, Tokyo (1889); détruite par le séisme de 1923 de Kantō
- Cathédrale de la Sainte résurrection (ou Nikorai-do, 1891)
- Ministère de la Marine, Kasumigaseki, Tokyo (1895)
- Hall principal de l'université Seisen (1915)
- Maison de Toranosuke Furukawa, Tokyo (1917)

## Premier ouvrage en anglais sur l'ikebana
Après une conférence à la société asiatique du Japon, Conder réalisa un livre en anglais sur l'ikebana, The Flowers of Japan and the Art of Floral Arrangement. Il étudia à l'école d'ikebana de Enshu.

## Galerie

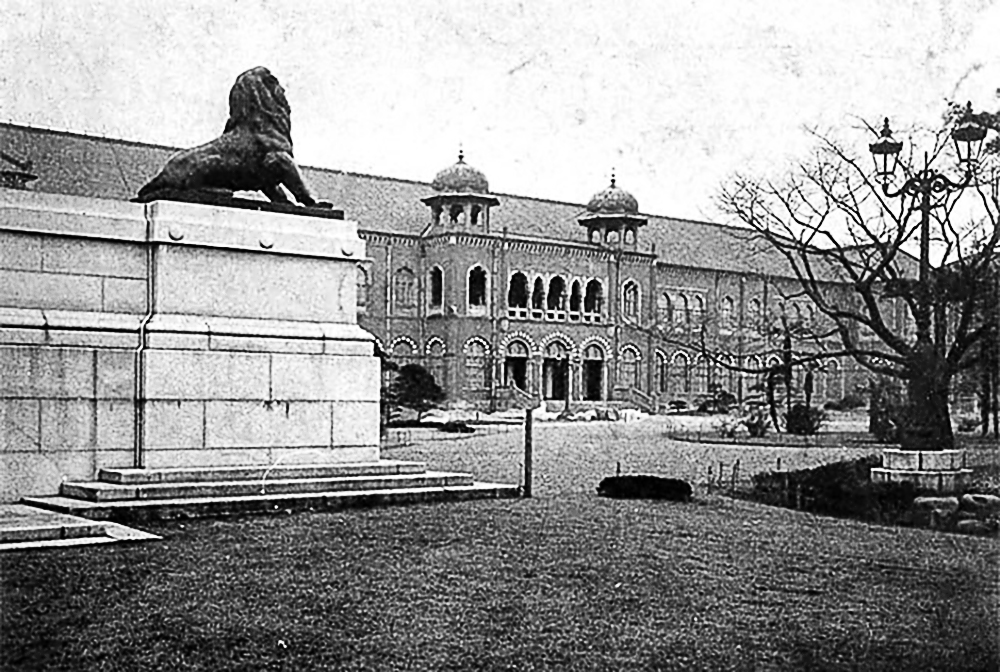
Musée impérial de Tokyo
Rokumeikan
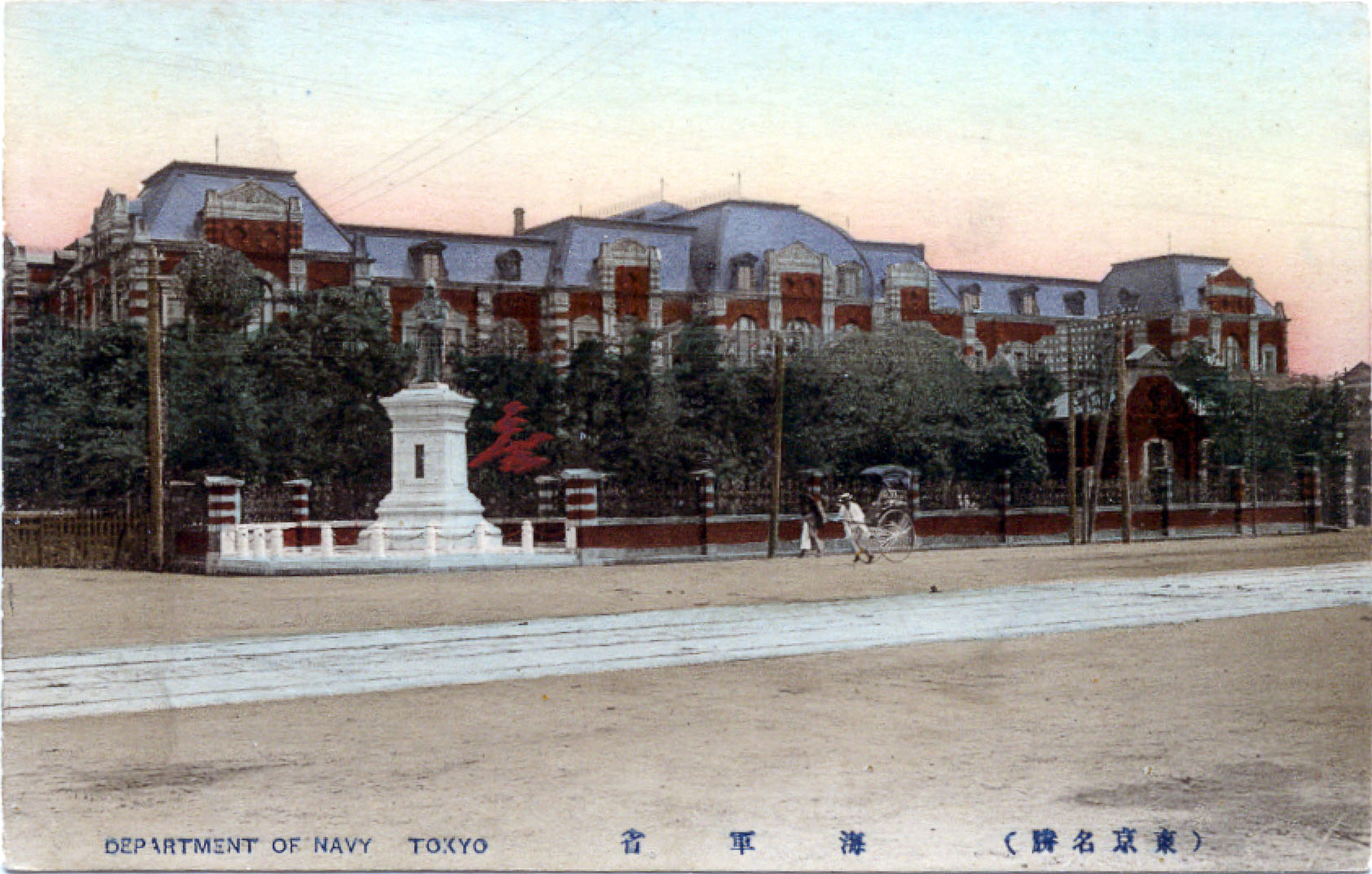
Ministère japonais de la Marine
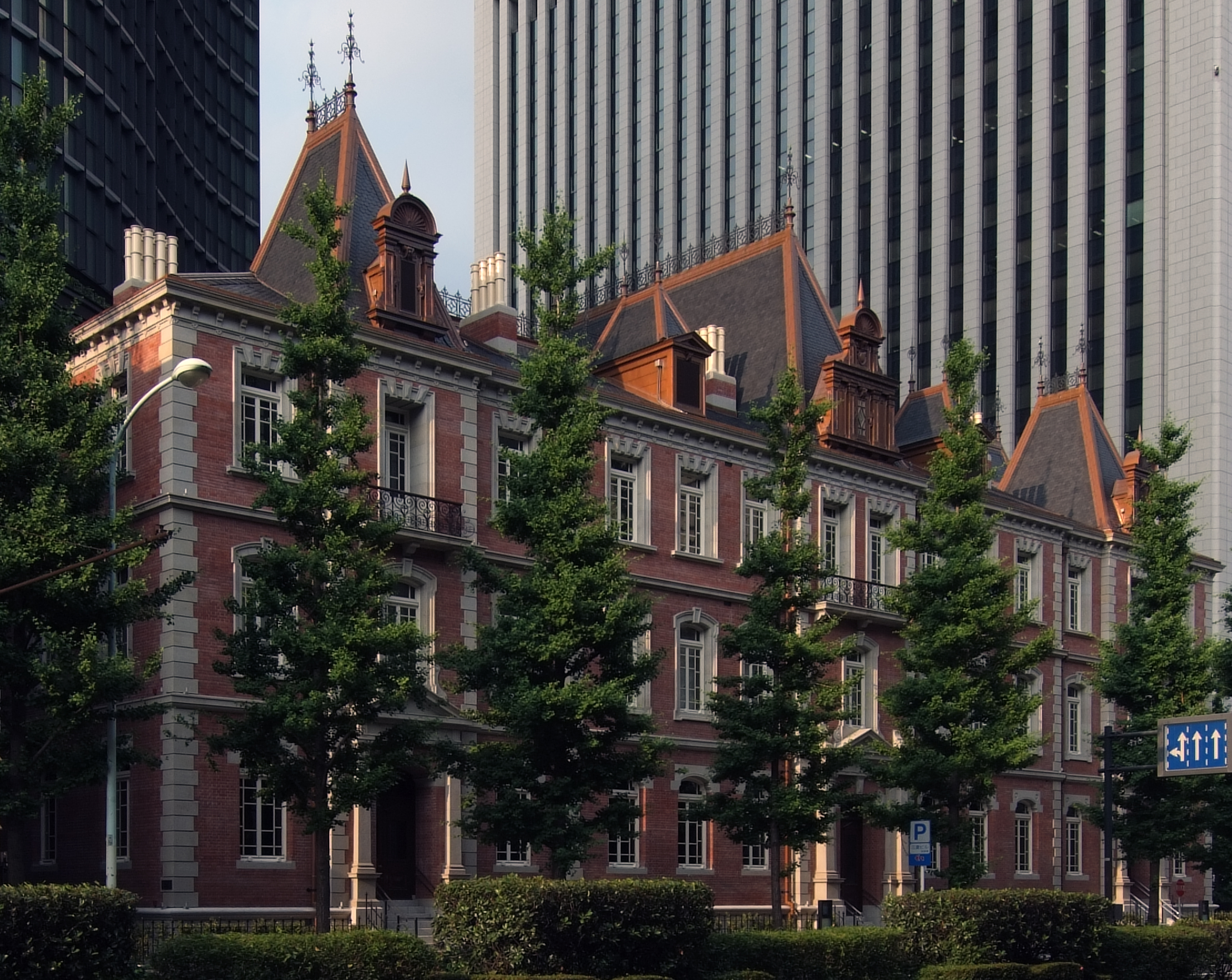
Immeuble 1 des bureaux Mitsubishi à Tokyo
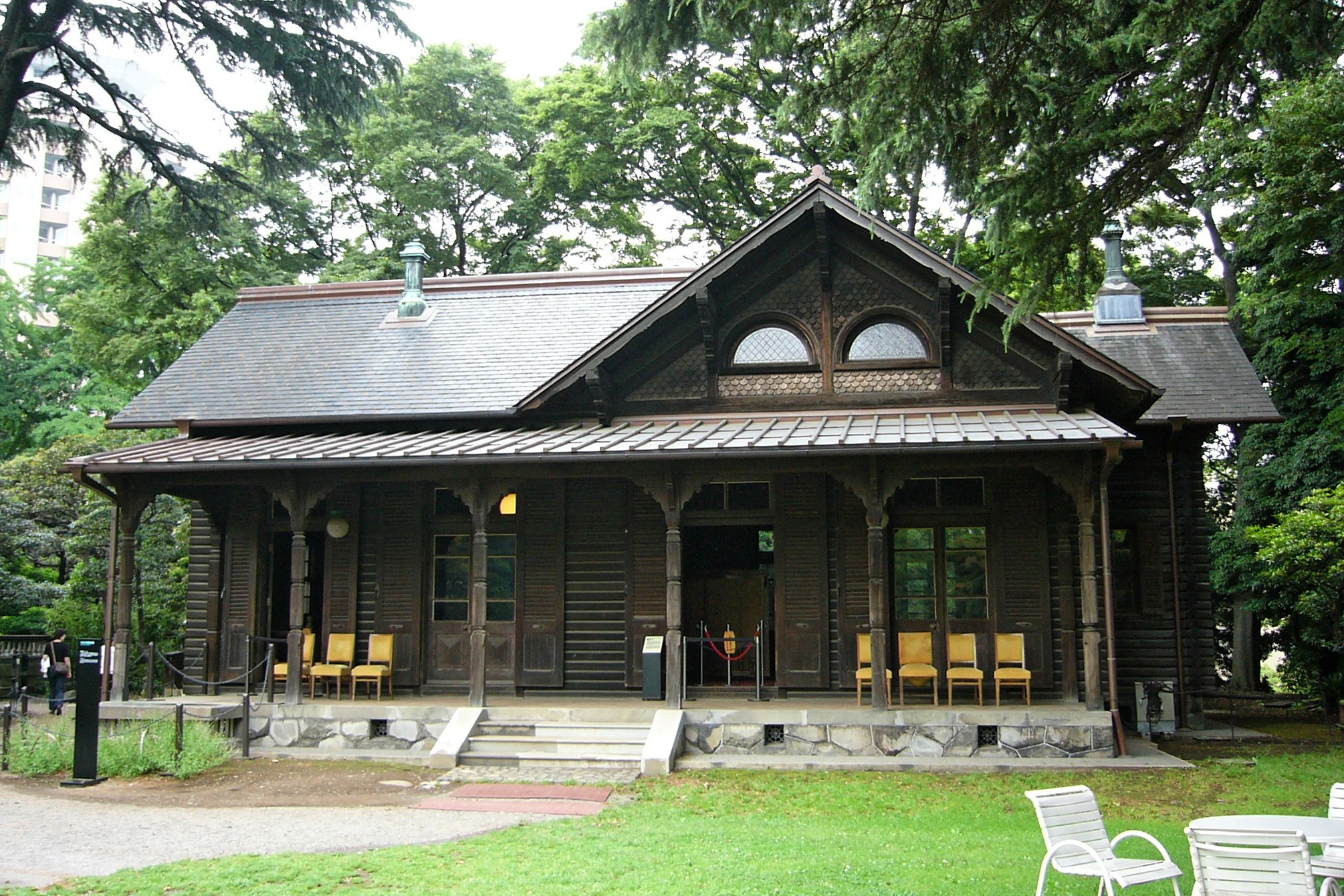
Ancien maison d'Iwasaki
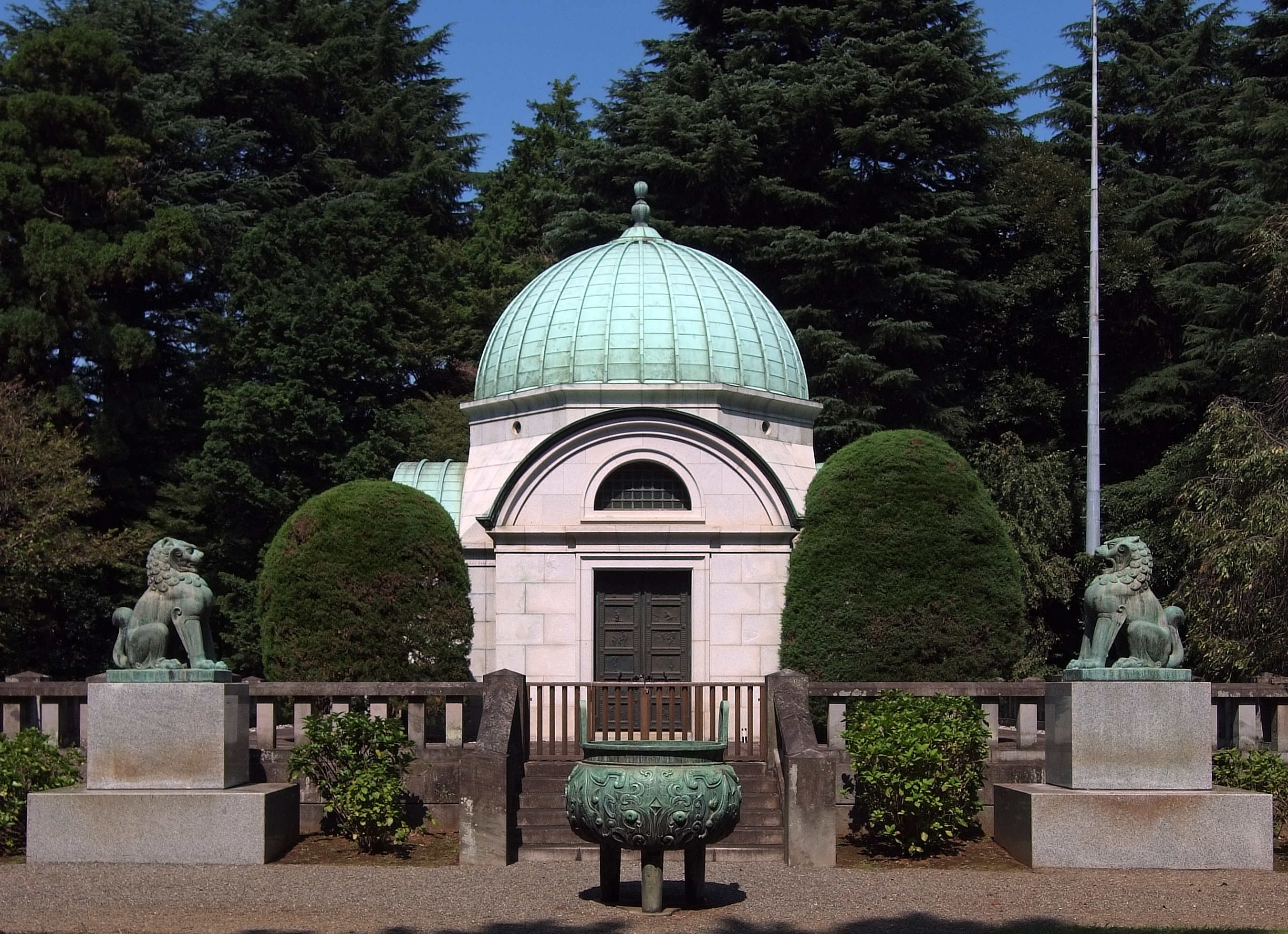
Mausolée de la famille de Yanosuke Iwasaki
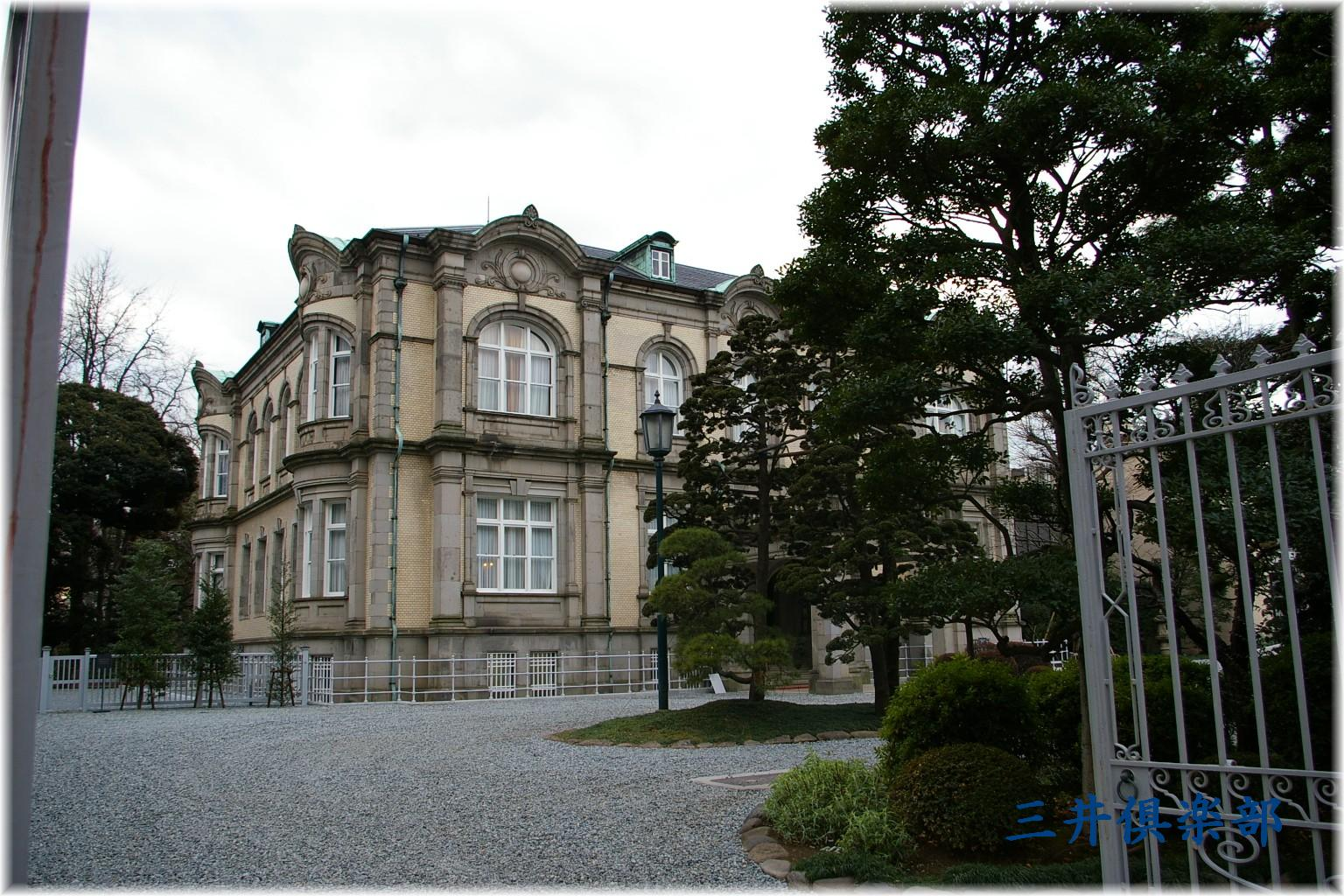
Club Mitsui
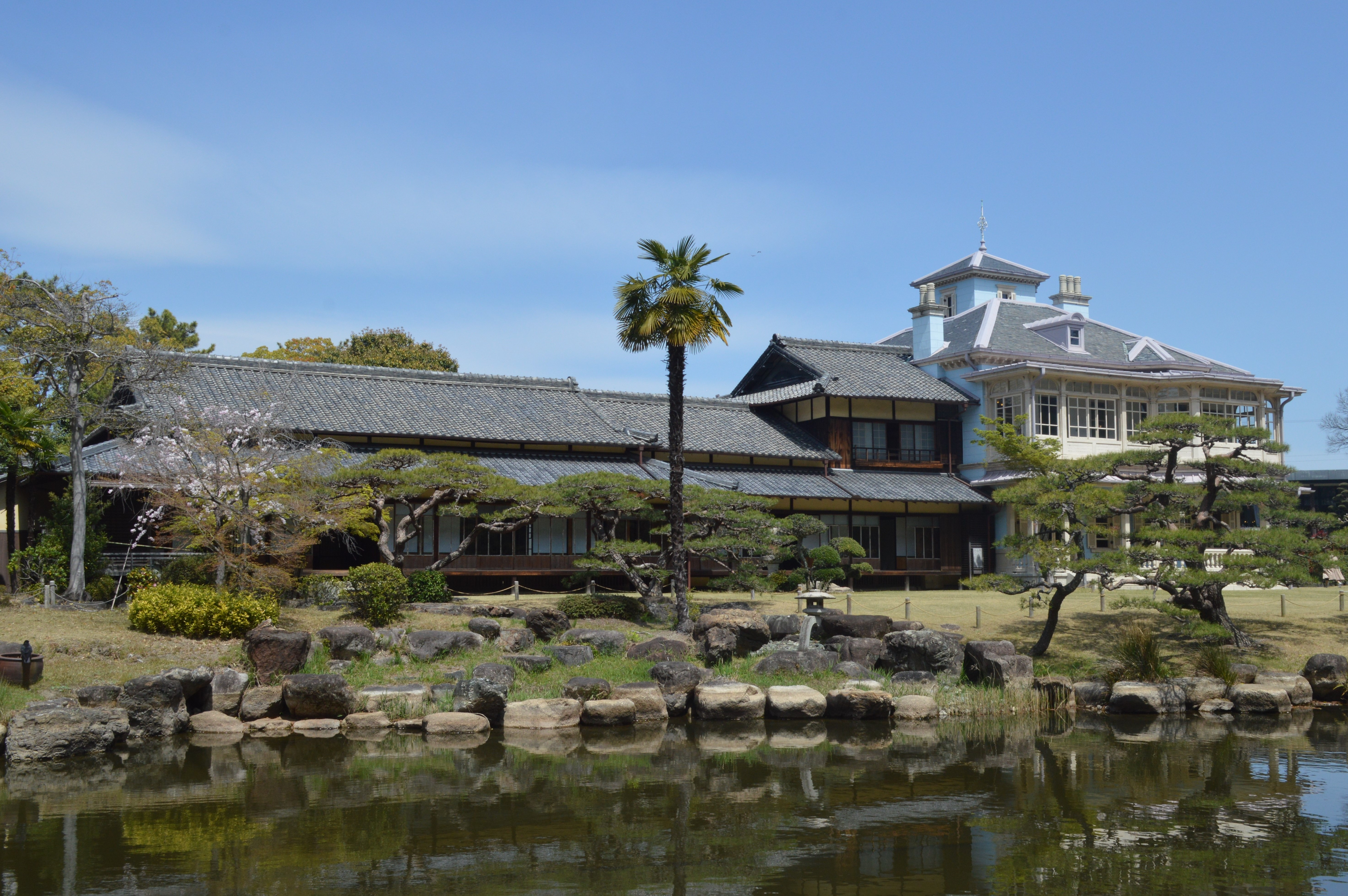
Rokkaen Yo-kan
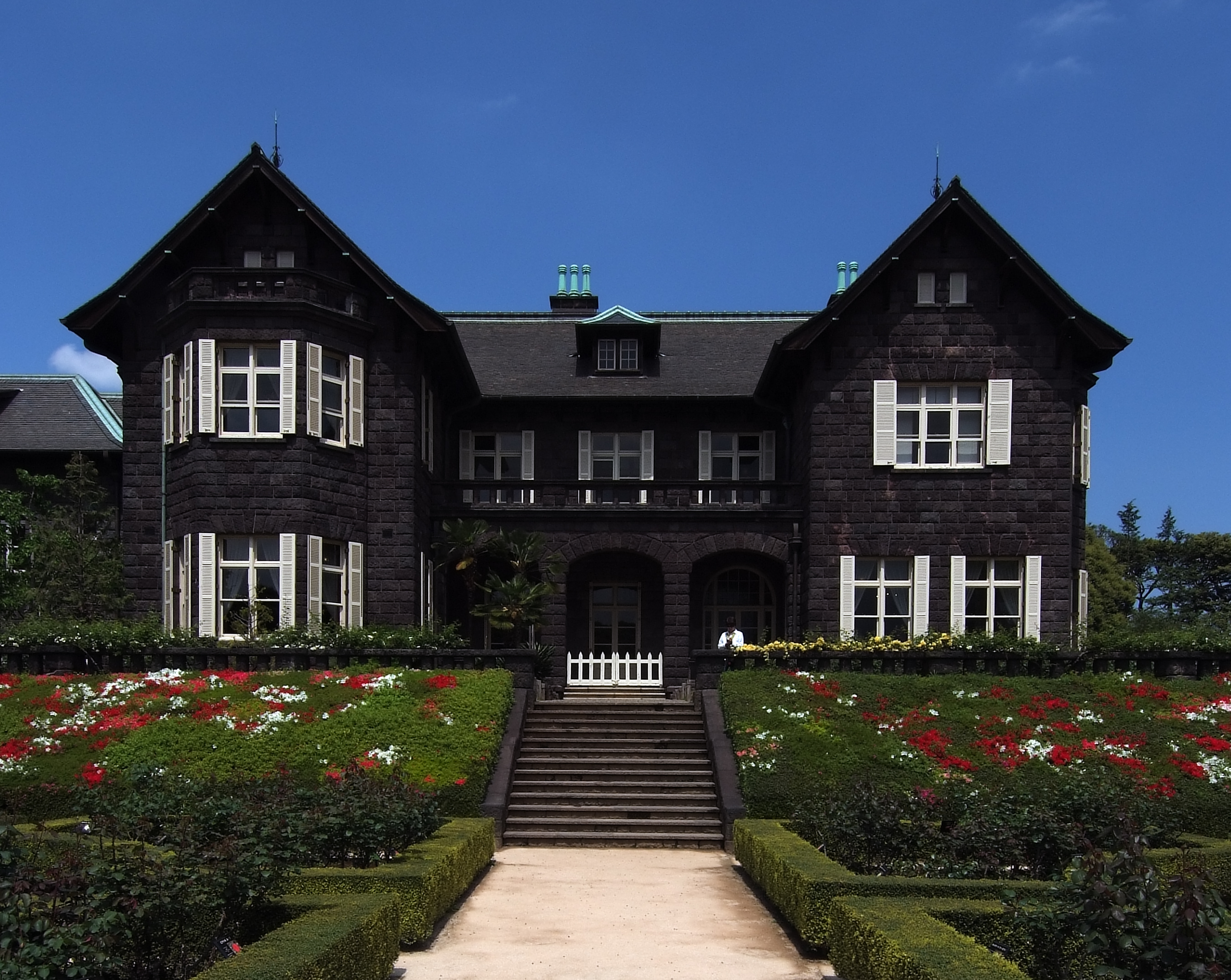
Maison occidentale aux jardins Kyu-Furukawa
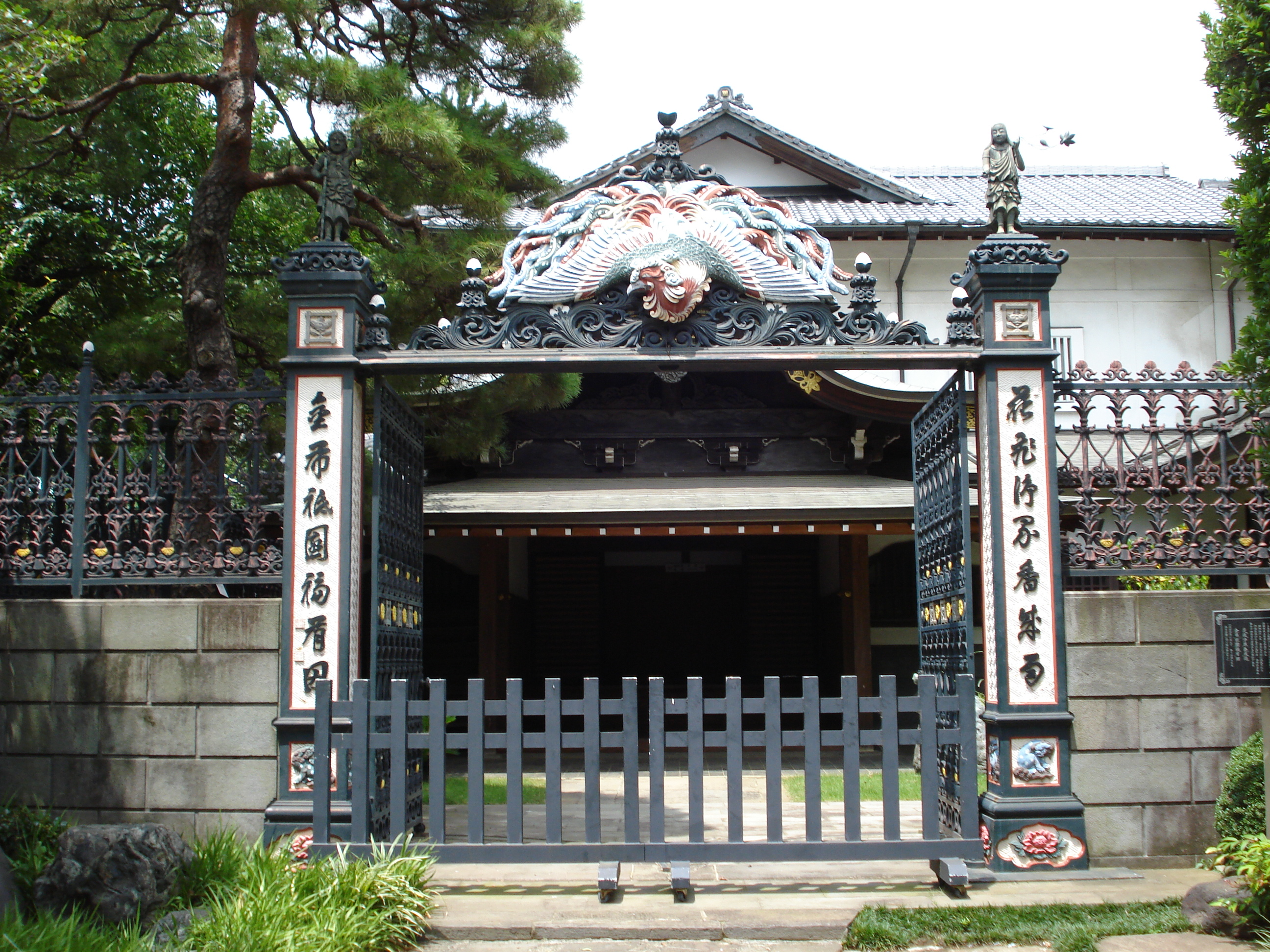
Myouhouji tetsumon